# Panorama (lied)
Panorama is een lied van de Nederlandse rapper Dopebwoy in samenwerking met de Nederlandse producer SRNO. Het stond in 2022 als vierde track op het album Turbulentie van Dopebwoy.

## Achtergrond
Panorama is geschreven door Jordan Averill Jacott en geproduceerd door SRNO. Het is een nummer dat past in het genre nederhop. In het lied rapt en zingt Dopebwoy over een dame die hij mooi vindt en hoe hij met haar wil zijn.
Dopebwoy en SRNO werkten voor Panorama al meermaals met elkaar samen. Dit deden zij op TikTok, Christian Dior, Champagne papi, Marbella, Perro, Givency en Monaco.

## Hitnoteringen
Hoewel het nummer niet als single was uitgebracht, hadden artiesten toch bescheiden succes met het lied in Nederland. Het piekte op de 55e plaats van de Single Top 100 in de drie weken dat het in deze hitlijst te vinden was. De Top 40 en haar Tipparade werden niet bereikt.